# Кассиль, Иосиф Абрамович
Ио́сиф Абра́мович Касси́ль (12 мая 1908, Покровская слобода, Самарская губерния — 21 января 1938, СССР) — советский журналист, писатель, педагог, литературный и театральный критик. Младший брат писателя Льва Кассиля, прототип Оси в его книге «Кондуит и Швамбрания»

## Биография
Родился в Покровской слободе (ныне город Энгельс) в еврейской семье. Его отец Абрам Григорьевич Кассиль (1875—1951) был врачом, мать Анна Иосифовна Перельман работала учительницей музыки.
Преподавал марксизм в саратовском Институте механизации и электрификации сельского хозяйства, был ответственным секретарём правления Саратовского отделения Союза советских писателей. Опубликовал повесть о жизни студенчества «Крутая ступень» в издаваемом правлением альманахе «Литературный Саратов» (вып. 3, 1937).
В мае 1937 года был исключён из ВКП(б), 4 августа того же года арестован, обвинён по 58-й статье УК РСФСР как «активный участник антисоветской террористической диверсионно-вредительской организации правых». Приговорён к 10 годам заключения, включён в «сталинский список» от 22 декабря 1937 года, где отнесён к 1-й категории (подлежащих расстрелу), подписи: Сталин, Молотов, Каганович, Ворошилов.
Лев Кассиль пытался помочь брату. Используя свою популярность, он обращался в различные инстанции, но все хлопоты были напрасны.
21 января 1938 года Иосиф Кассиль был расстрелян. Родные в 1945 году получили ложное извещение о его расстреле в Норильске в 1943 году (поэтому в некоторых источниках год смерти приводится как 1943-й). Впоследствии (в 1957 году) посмертно реабилитирован.
Жена как член семьи изменника Родины была осуждена на восемь лет, отбывала наказание в исправительно-трудовых лагерях — Темлаг (Мордовская АССР), с октября 1940 года — Джезказганлаг (Казахская ССР, Карагандинская область, Джезказган). Освобождена в ноябре 1945 года. Реабилитирована в 1957 году.

## Семья
Жена (с 1929) — Зинаида Солдатова (Егорова) (29 июля 1910 — 21 марта 1995). Умерла в Энгельсе Саратовской области.
Дети: дочь Наталья (1931—2015), сын Лев (1935—1995).